# Kirkwood (Illinois)
Pour les articles homonymes, voir Kirkwood.
Kirkwood est un village situé à l'ouest du comté de Warren dans l'Illinois, aux États-Unis,. Il est incorporé le 11 novembre 1872.

## Démographie
Lors du recensement de 2010, le village comptait une population de 714 habitants. Elle est estimée, en 2016, à 696 habitants.

### Source de la traduction
- (en) Cet article est partiellement ou en totalité issu de l’article de Wikipédia en anglais intitulé « Kirkwood, Illinois » (voir la liste des auteurs).